# Mark Cassidy

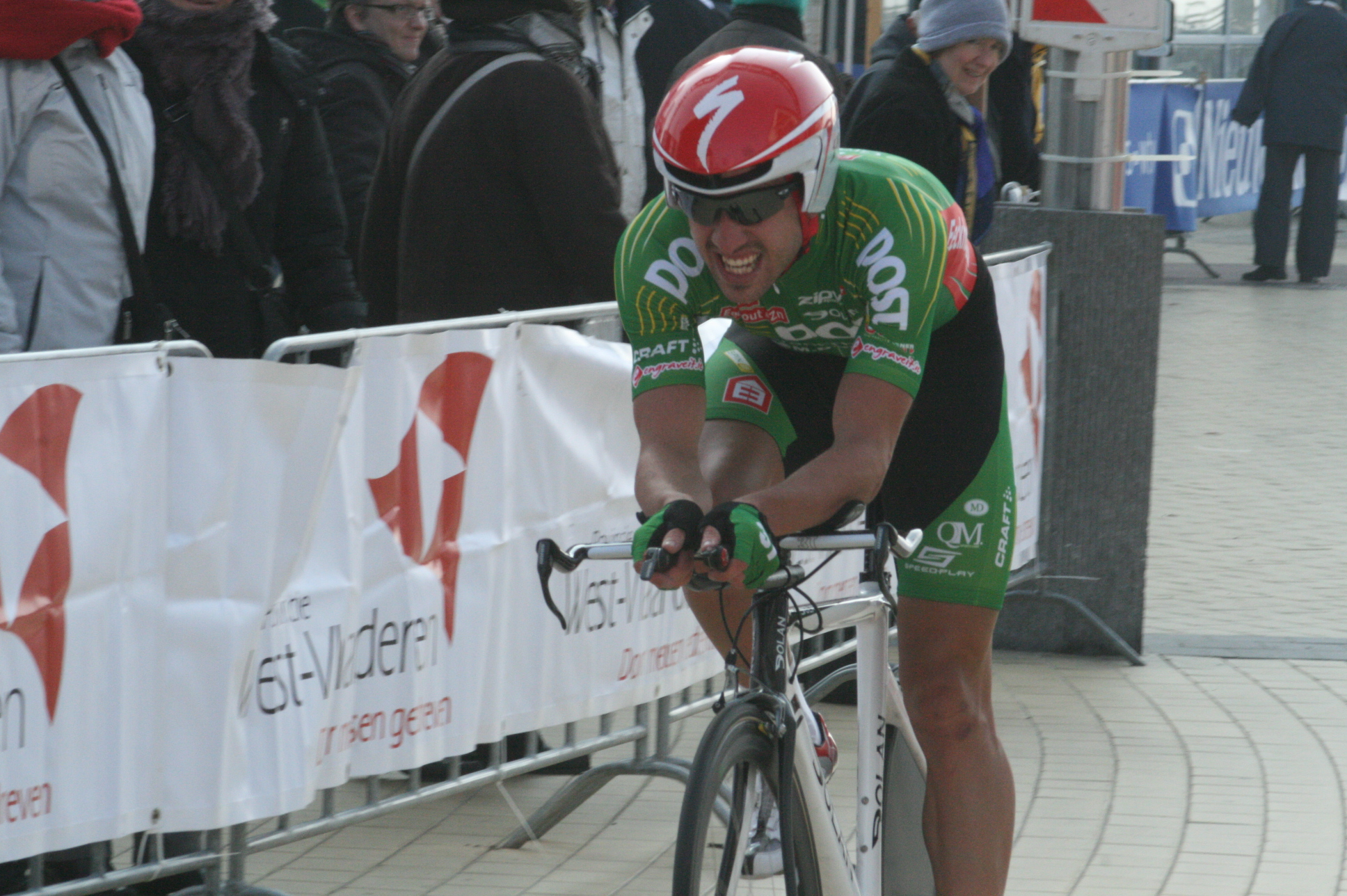
Mark Cassidy bei den Driedaagse van West-Vlaanderen

Mark Cassidy (* 23. März 1985) ist ein ehemaliger irischer Radrennfahrer.	
Mark Cassidy begann seine Karriere 2005 bei dem Radsportteam Driving Force Logistics. 2006 wechselte er zum irischen Continental Team Sean Kelly Team. Bei der Straßen-Radweltmeisterschaft in Salzburg startete er im Straßenrennen der U23-Klasse, wo er den 49. Platz belegte. In der Saison 2007 wurde Cassidy irischer Meister im Straßenrennen der U23-Klasse. 2012 beendete er seine Radsportlaufbahn.
Mark Cassidy ist ein Sohn des ehemaligen Radrennfahrers Philip Cassidy.

## Erfolge
2007
- Irischer Meister – Straßenrennen (U23)

2010
- eine Etappe FBD Insurance Rás

## Teams
- 2005 Driving Force Logistics
- 2006 Sean Kelly Team ACLVB-M.Donnelly Team
- 2007 Murphy & Gunn-Newlyn-M. Donnelly-Sean Kelly
- 2008 An Post-M. Donnelly-Grant Thornton-Sean Kelly Team
- 2009 An Post-Sean Kelly Team
- 2010 An Post-Sean Kelly
- 2011 An Post-Sean Kelly
- 2012 An Post-Sean Kelly